# Alain Delon
Alain Fabien Maurice Marcel Delon (Sceaux, 8 november 1935 – Douchy, 18 augustus 2024) was een Frans acteur en filmproducent. Hij was veelal te zien in politie- en misdaadfilms, maar schitterde ook in meerdere Franse en Italiaanse klassiekers, naast o.a. Jean Gabin, Burt Lancaster en Romy Schneider.

## Levensloop

### Filmcarrière

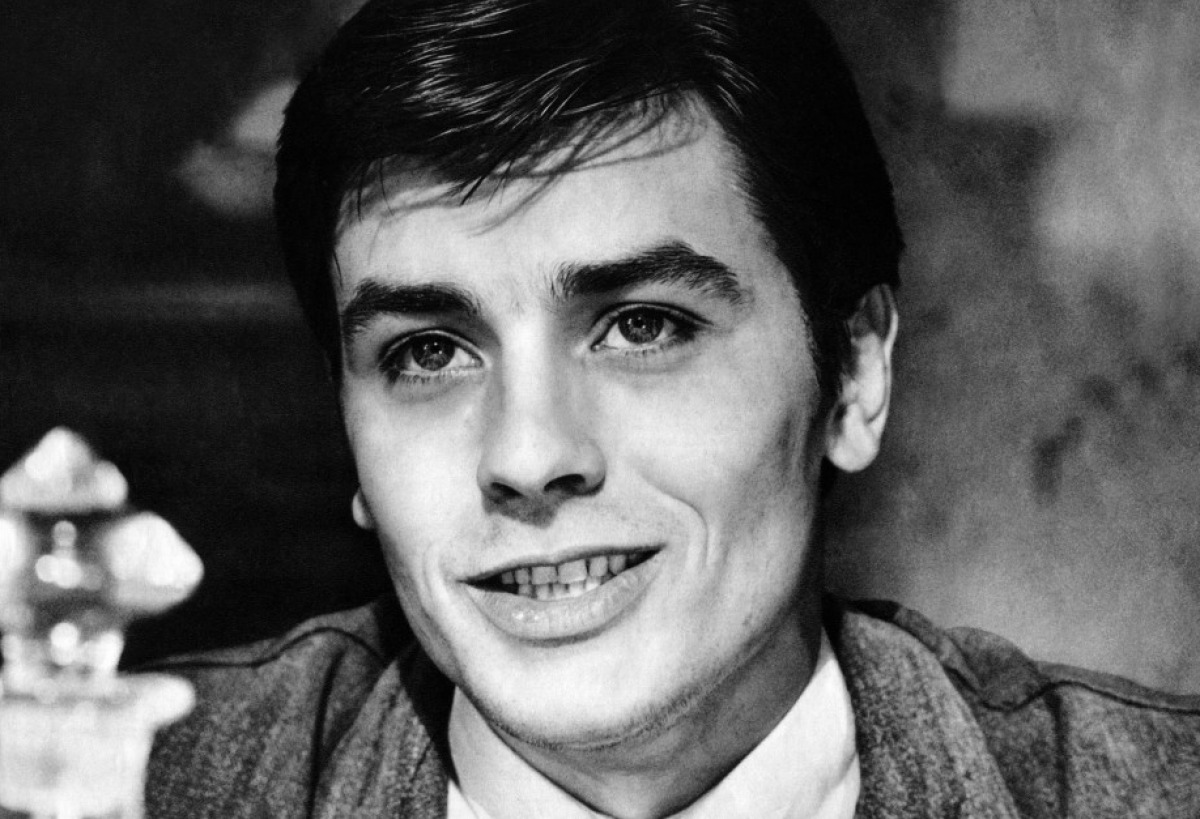
Che gioia vivere, 1961

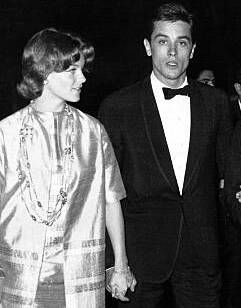
Met Romy Schneider, 1961

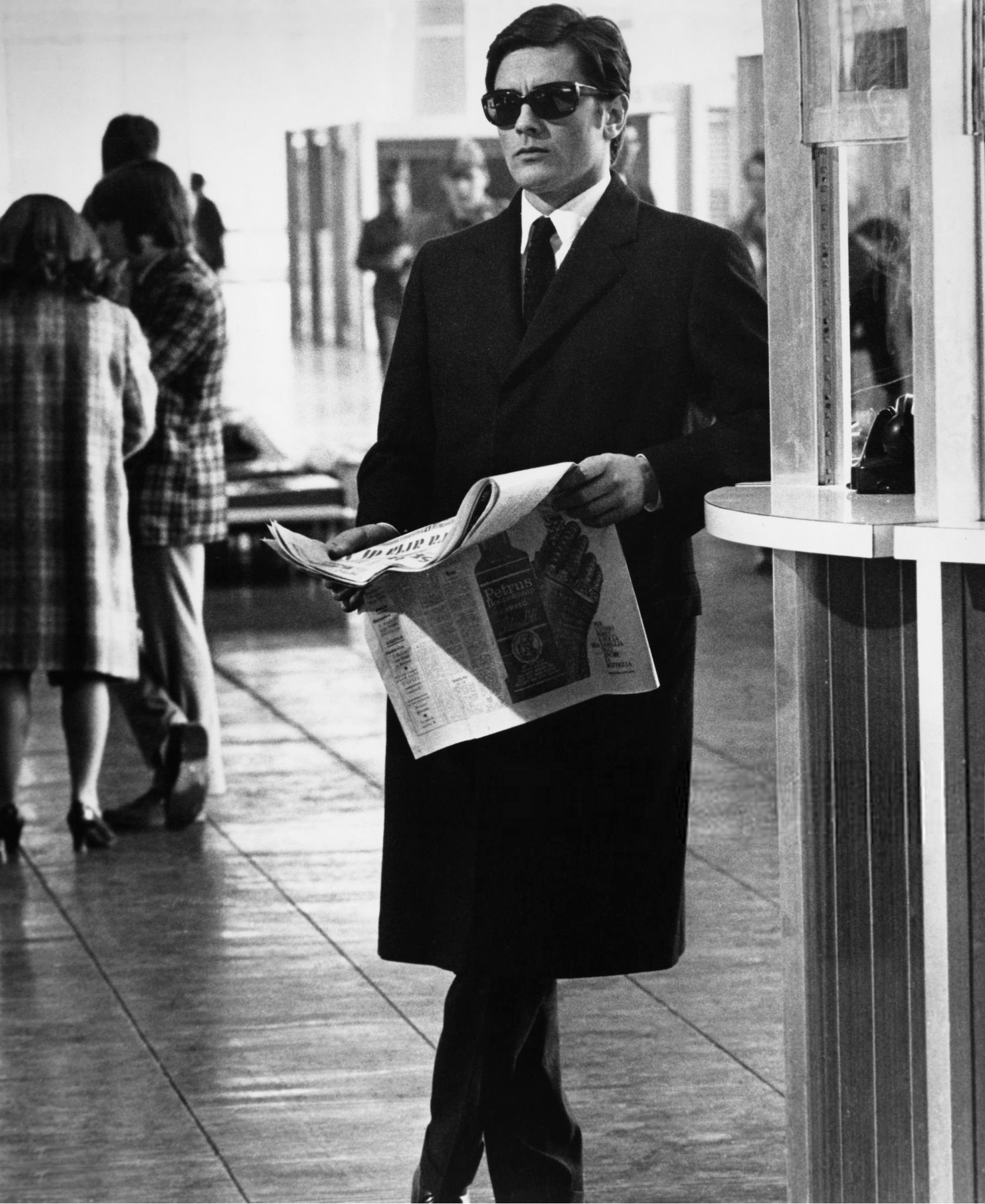
Bij de opnamen voor Le Clan des Siciliens, 1969

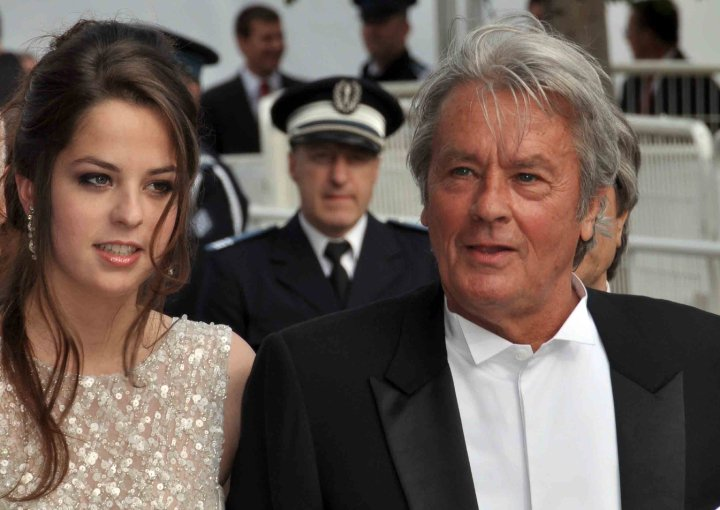
Met dochter Anouchka, 2010

Delon ging op zijn zeventiende in de Franse marine en diende in Indochina. Zijn doorbraak als filmster kwam met René Cléments thriller Plein Soleil (1960), een bewerking van The Talented Mr. Ripley van Patricia Highsmith. In datzelfde jaar vertolkte hij de hoofdrol in het neorealistisch drama Rocco e i suoi fratelli van Luchino Visconti. Visconti en Clément bleven een bepalende rol spelen in de beginjaren van Delons carrière. Visconti gaf hem een hoofdrol in zijn historisch drama Il Gattopardo (1963). Clément deed nog drie keer een beroep op de présence van Delon: in de komedie Che gioia vivere (1961), in de thriller Les Félins (1963) en in de dramatische oorlogsfilm Paris brûle-t-il? (1966).
In diezelfde periode behaalde Delon nog meer bijval, zowel kritische (Michelangelo Antonioni's vervreemdingsdrama L'eclisse) als commerciële (de kraakfilm Mélodie en sous-sol en de mantel-en-degenfilm La Tulipe noire).
Enkele jaren later kreeg Delon hoofdrollen aangeboden in drie misdaadfilms van filmauteur Jean-Pierre Melville. Op Le Samouraï (1967) volgden het kassucces Le Cercle rouge (1970) en Un flic (1972).
Vanaf het einde van de jaren zestig tot het begin van de jaren tachtig, zijn drukste tijd, werd Delon meer en meer geregisseerd door commercieel ingestelde cineasten als Jacques Deray (9 films), Georges Lautner (3), José Giovanni (3), Pierre Granier-Deferre (3), Henri Verneuil (2), Jean Herman (2) en Alain Jessua (2). Vooral zijn eerste twee samenwerkingen met Deray (de misdaaddrama's La Piscine uit 1969 en Borsalino uit 1970), Les Aventuriers (1967), Adieu l'ami (1968), Le Clan des Siciliens (1969), Soleil rouge (1971) en Deux hommes dans la ville (1973) werden heel gunstig onthaald door de Franse bioscoopgangers.
In 1973 zong hij een duet met de Franse popzangeres Dalida getiteld Paroles, paroles, dat een grote hit in Frankrijk, Japan en Canada werd.
Aan het begin van de jaren tachtig regisseerde Delon zelf twee films: Pour la peau d'un flic (1981) en Le Battant (1983) waren verdienstelijke misdaadfilms die het goed deden aan de Franse bioscoopkassa's. Kort daarna werden zijn verschijningen op het witte doek minder frequent.
In 1997 kondigde Delon aan te stoppen met acteren na een reeks filmmislukkingen. Hij kwam hier later nog op terug om tien jaar later de rol van Julius Caesar in Astérix aux Jeux Olympiques te vertolken.

### Privéleven
In 1958 kreeg Alain Delon een relatie met de Duits-Oostenrijkse actrice Romy Schneider, die in 1963 eindigde. In het midden van de jaren zestig had hij een korte relatie met de zangeres Dalida. In 1964 trouwde hij met de actrice Francine Canovas (1941-2021). Korte tijd daarna beviel Francine van hun zoon Anthony. Ze veranderde haar voornaam in Nathalie. Onder de naam Nathalie Delon bouwde ze een filmcarrière (1967-1980) uit. In 1968 liep het huwelijk op de klippen.
In 1968 werd zijn voormalige lijfwacht Stevan Markovic dood gevonden op een vuilnisbelt te Élancourt. Markovic schreef enkele dagen voor zijn dood aan zijn broer Aleksandar: "Als ik word vermoord, dan is dat 100% zeker de fout van Alain Delon en van zijn peetvader François Marcantoni". Delon werd verhoord, maar niet verdacht. Marcantoni werd wel verdacht, maar vrijgelaten wegens gebrek aan bewijs.
In 1968 ontmoette Delon actrice Mireille Darc op de set van de film Jeff. Ze werden een koppel en voor Darc was Delon haar favoriete filmpartner. In 1983 kwam aan de vijftienjarige relatie een einde. In 2005 bracht het weekblad Paris Match de twee nog eens samen voor een fotosessie. 'Entre eux, c'est toujours la même magie', aldus Paris Match.
Delon had een relatie met actrice Anne Parillaud (1981-1986).
In 1987 leerde Alain de 31 jaar jongere Nederlandse Rosalie van Breemen kennen, toen zij werd ingehuurd als achtergrondzangeres bij de opnames voor zijn videoclip Comme au Cinéma. Uit deze relatie, die in 2001 eindigde, werden twee kinderen geboren, Anouchka (1990) en Alain-Fabien (1994).

### Overlijden
Delon overleed op 18 augustus 2024 op 88-jarige leeftijd.
Zijn laatste wens was om begraven te worden met zijn tien jaar oude Mechelse herder Loubo. De tien jaar oude gezonde hond diende daartoe te worden gedood en in zijn armen gelegd te worden in de kist. De familie besloot deze wens niet te vervullen.
De begrafenis vond plaats op 24 augustus 2024 in besloten kring op Delons eigen landgoed La Brûlerie in Douchy (Loiret). Buiten het hek waren honderd belangstellenden samengekomen. Op verzoek van Delon zelf bleef een nationaal eerbetoon achterwege. De hond bleef leven, maar Delon vond zijn laatste rustplaats dicht bij de plek waar zijn vorige honden begraven lagen.

## Trivia
- Van 1992 tot in elk geval 2018 werd in onder meer Cambodja, Thailand, Vietnam en Laos een sigarettenmerk genaamd "Alain Delon" verkocht.[6]
- Delon sprak vloeiend Italiaans en Engels.
- Als kind wilde Delon slager worden.
- Delon was eigenaar van een restaurant in Nice, genaamd "La Camargue".

## Filmografie
- 1957 - Quand la femme s'en mêle (Yves Allégret)
- 1958 - Sois belle et tais-toi (Marc Allégret)
- 1958 - Christine (Pierre Gaspard-Huit)
- 1959 - Faibles femmes (Michel Boisrond)
- 1959 - Le Chemin des écoliers (Michel Boisrond)
- 1960 - Rocco e i suoi fratelli (Luchino Visconti)
- 1960 - Plein Soleil (René Clément)
- 1961 - Che gioia vivere (René Clément)
- 1961 - Amours célèbres (anthologiefilm van Michel Boisrond, episode Agnès Bernauer)
- 1962 - L'eclisse (Michelangelo Antonioni)
- 1962 - Carambolages (Marcel Bluwal)
- 1962 - Le Diable et les Dix Commandements (anthologiefilm van Julien Duvivier, episode Tes mère et père honoreras en Tu ne mentiras point)
- 1963 - Les Félins (René Clément)
- 1963 - Il Gattopardo (Luchino Visconti)
- 1963 - Mélodie en sous-sol (Henri Verneuil)
- 1964 - La Tulipe noire (Christian-Jaque)
- 1964 - L'Insoumis (Alain Cavalier)
- 1965 - The Yellow Rolls-Royce (Anthony Asquith)
- 1965 - Once a Thief (Ralph Nelson)
- 1966 - Paris brûle-t-il? (René Clément)
- 1966 - Texas Across the River (Michael Gordon)
- 1966 - Les Aventuriers (Robert Enrico)
- 1966 - Lost Command (Mark Robson)
- 1967 - Diaboliquement vôtre (Julien Duvivier)
- 1967 - Le Samouraï (Jean-Pierre Melville)
- 1968 - Adieu l'ami (Jean Herman)
- 1968 - The Girl on a Motorcycle (Jack Cardiff)
- 1968 - Ho! (Robert Enrico)
- 1968 - Histoires extraordinaires (anthologiefilm, episode William Wilson van Louis Malle)
- 1969 - La Piscine (Jacques Deray)
- 1969 - Jeff (Jean Herman)
- 1969 - Madly (Roger Kahane)
- 1969 - Le Clan des Siciliens (Henri Verneuil)
- 1970 - Doucement les basses (Jacques Deray)
- 1970 - Borsalino (Jacques Deray)
- 1970 - Le Cercle rouge (Jean-Pierre Melville)
- 1971 - Soleil rouge (Terence Young)
- 1971 - Fantasia chez les ploucs (Gérard Pirès)
- 1971 - The Assassination of Trotsky (Joseph Losey)
- 1971 - La Veuve Couderc (Pierre Granier-Deferre)
- 1972 - Un flic (Jean-Pierre Melville)
- 1972 - Le Professeur (Valerio Zurlini)
- 1972 - Il était une fois un flic (Georges Lautner)
- 1972 - Traitement de choc (Alain Jessua)
- 1973 - Tony Arzenta (Big Guns) (Duccio Tessari)
- 1973 - Scorpio (Michael Winner)
- 1973 - Les Granges Brûlées (Jean Chapot)
- 1973 - La Race des seigneurs (Pierre Granier-Deferre)
- 1973 - Deux hommes dans la ville (José Giovanni)
- 1974 - Borsalino & Co (Jacques Deray)
- 1974 - Les Seins de glace (Georges Lautner)
- 1975 - Zorro (Duccio Tessari)
- 1975 - Le Gitan (José Giovanni)
- 1975 - Flic Story (Jacques Deray)
- 1976 - L'Homme pressé (Edouard Molinaro)
- 1976 - Comme un boomerang (José Giovanni)
- 1976 - Armaguedon (Alain Jessua)
- 1976 - Monsieur Klein (Joseph Losey)
- 1977 - Mort d'un pourri (Georges Lautner)
- 1977 - Le Gang (Jacques Deray)
- 1978 - Attention, les enfants regardent (Serge Leroy)
- 1979 - The Concorde ...Airport '79 (David Lowell Rich)
- 1979 - Le Toubib (Pierre Granier-Deferre)
- 1980 - Trois Hommes à abattre (Jacques Deray)
- 1981 - Téhéran 43 (Alexander Alov en Vladimir Naumov)
- 1981 - Pour la peau d'un flic (Alain Delon)
- 1982 - Le Choc (Robin Davis)
- 1983 - Un amour de Swann (Volker Schlöndorff)
- 1983 - Le Battant (Alain Delon)
- 1984 - Notre histoire (Bertrand Blier)
- 1985 - Parole de flic (José Pinheiro)
- 1986 - Le Passage (René Manzor)
- 1988 - Ne réveillez pas un flic qui dort (José Pinheiro)
- 1990 - Dancing Machine (Gilles Béhat)
- 1990 - Nouvelle Vague (Jean-Luc Godard)
- 1992 - Un Crime (Jacques Deray)
- 1992 - Le Retour de Casanova (Édouard Niermans)
- 1993 - L'Ours en peluche (Jacques Deray)
- 1995 - Les Cent et Une Nuits de Simon Cinéma (Agnès Varda)
- 1996 - Le Jour et la Nuit (Bernard-Henri Lévy)
- 1997 - Une chance sur deux (Patrice Leconte)
- 1999 - Les Acteurs (Bertrand Blier)
- 2008 - Astérix aux Jeux Olympiques (Frédéric Forestier en Thomas Langmann)

## Prijzen en nominaties

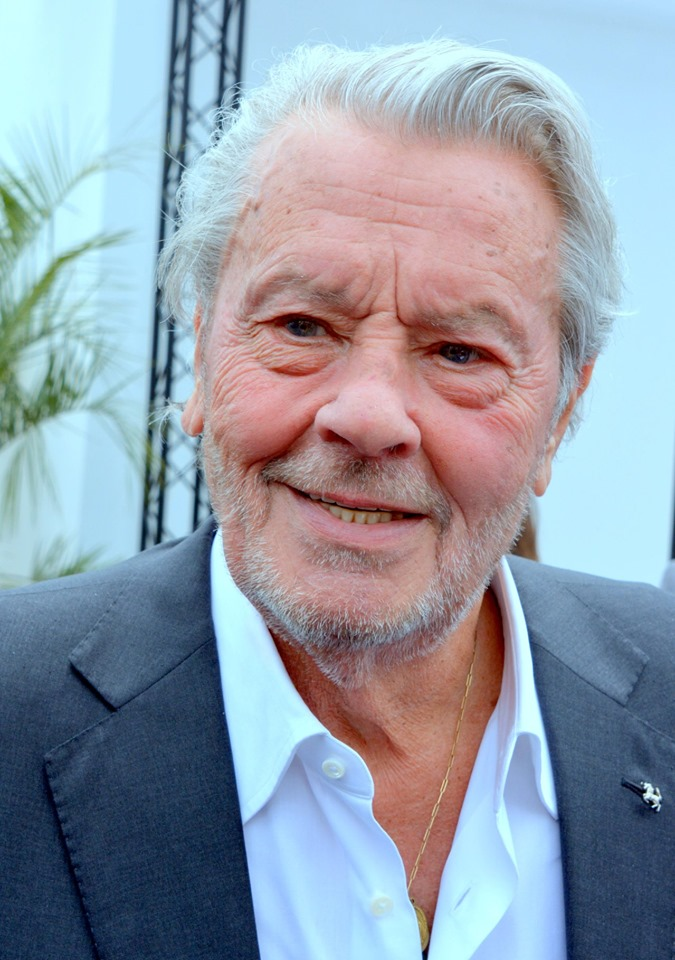
Filmfestival van Cannes, 2019

### Prijzen en onderscheidingen
- 1972 - speciale David di Donatello
- 1985 - Notre histoire: César voor beste acteur
- 1995 - Gouden Erebeer op het Internationaal filmfestival van Berlijn
- 2012 - Lifetime Achievement Award op het Internationaal filmfestival van Locarno
- 2019 - Ere-Gouden Palm van het Filmfestival van Cannes

### Nominaties
- 1964 - Il Gattopardo: Golden Globe voor de beste mannelijke revelatie
- 1977 - Monsieur Klein: César voor beste acteur
- 1978 - Mort d'un pourri: César voor beste acteur

## NPO Radio 2 Top 2000
| Nummer met noteringen in de NPO Radio 2 Top 2000 | '99  | '00 | '01  | '02  | '03  | '04  | '05  | '06  | '07  | '08  | '09  | '10  | '11  | '12  |
| ------------------------------------------------ | ---- | --- | ---- | ---- | ---- | ---- | ---- | ---- | ---- | ---- | ---- | ---- | ---- | ---- |
| Paroles, paroles (met Dalida)                    | 1780 | -   | 1391 | 1752 | 1954 | 1338 | 1588 | 1500 | 1702 | 1593 | 1514 | 1752 | 1982 | 1942 |

1. ↑  Een '-' betekent dat het nummer niet was genoteerd en een vetgedrukt getal geeft de hoogste notering aan.
2. ↑  Deze tabel is bijgewerkt tot en met de laatste editie (2024).

- Bibsys: 90912408
- Biblioteca Nacional de España: XX1265628
- Bibliothèque nationale de France: cb13893132f (data)
- Catàleg d'autoritats de noms i títols de Catalunya: 981058518266406706
- CiNii: DA1221573X
- Gemeinsame Normdatei: 118679406
- International Standard Name Identifier: 0000 0001 1447 3173
- Library of Congress Control Number: n83011368
- Nationale Bibliotheek van Letland: 000243208
- MusicBrainz: 632c69c8-404e-4062-8871-6acfe05c70db
- Bibliotheek van het Japanse parlement: 00620571
- Nationale Bibliotheek van Tsjechië: jn20000700381
- Nationale bibliotheek van Australië: 35657943
- Nationale Bibliotheek van Israël: 987007452960005171
- Nationale Bibliotheek van Polen: a0000001220191
- Nederlandse Thesaurus van Auteursnamen: 071067280
- Réseau des bibliothèques de Suisse occidentale: 02-A003167363
- RKD-Nederlands Instituut voor Kunstgeschiedenis: 449131
- Istituto Centrale per il Catalogo Unico: RAVV089390
- SNAC: w6cn80g3
- Système universitaire de documentation: 027592545
- Trove: 1029962
- Union List of Artist Names: 500702718
- Virtual International Authority File: 69115231
- WorldCat: E39PBJgtbRCfYg8gWxjkgGppT3